# 他的最後願望
《他的最後願望》（英語：The Last Thing He Wanted）是一部2020年美國政治驚悚片，由迪·里斯執導並與馬可·維拉洛博斯（Marco Villalobos）共同編寫劇本，改編自瓊·蒂蒂安的1996年同名小說。主演包括安·海瑟薇、班·艾佛列克、蘿西·培瑞茲、梅尔·罗德里格斯和威廉·達佛。
電影於2020年1月27日在日舞影展上舉行全球首映，2020年2月21日上線Netflix。影評界對電影評價不佳，主要集中批評其劇本。

## 演員
- 安·海瑟薇飾演艾琳娜·麥馬漢（Elena McMahon）
- 班·艾佛列克飾演泰特·莫瑞森（Treat Morrison）
- 蘿西·培瑞茲飾演艾瑪·格雷羅（Alma Guerrero）
- 梅尔·罗德里格斯飾演巴瑞·塞德洛（Barry Sedlow）
- 威廉·達佛飾演迪克·麥馬漢（Dick McMahon）
- 艾迪·蓋瑟吉飾演瓊斯（Jones）
- 陶比·瓊斯飾演保羅·舒斯特（Paul Schuster）
- 朱利安·甘布爾（Julian Gamble）飾演乔治·舒尔茨部長

## 發行
2018年5月，Netflix獲得了該片的發行權。《他的最後願望》於2020年1月27日在日舞影展上舉行全球首映，2020年2月21日上線。

## 外部連結
- 互联网电影数据库（IMDb）上《他的最後願望》的资料（英文）
- 豆瓣电影上《他的最後願望》的資料 （简体中文）